# The Best Rapper on the Scene
The Best Rapper on the Scene è il quarto album del rapper statunitense Kurtis Blow, pubblicato nel 1983 e distribuito dalla Mercury Records. L'album contiene materiale da Party Time? e dal suo album del 1982 Tough. Come parte delle tracce, anche la copertina è tratta da Tough.

## Tracce
1. Party Time – 9:30
2. Big Time Hood – 3:14
3. Go to Dance – 4:17
4. One-Two-Five (Main Street, Harlem, USA) – 5:11
5. Tough – 5:50 (testo: Robert Ford, J.B. Moore, Russell Simmons, Larry Smith)
6. Juice – 6:15
7. Boogie Blues – 5:26
8. Baby You've Got to Go – 3:12

Durata totale: 42:55